# Nyctiophylax padangensis
Nyctiophylax padangensis är en nattslända som beskrevs  1993 av Hans Malicky. Arten ingår i släktet Nyctiophylax och familjen fångstnätnattsländor. Den förekommer i södra Asien. Inga underarter finns listade i Catalogue of Life.